# Guardia Nazionale Repubblicana
La Guardia Nazionale Repubblicana (GNR) fu una forza armata (poi ridotta ad arma) istituita dalla Repubblica Sociale Italiana l'8 dicembre 1943 «con compiti di polizia interna e militare». 
La GNR era destinata ufficialmente a compiti di gendarmeria, che nel Regno d'Italia erano stati propri dei Reali Carabinieri (ordine pubblico e controllo del territorio) e poi anche della Milizia (nelle sue varie specialità). Nei fatti, tuttavia, prese parte soprattutto alla lotta repressiva contro le forze partigiane della Resistenza italiana, partecipando a rastrellamenti e devastazioni accanto alle formazioni tedesche. Alcuni suoi reparti furono utilizzati, sotto comando tedesco, anche al fronte contro gli Alleati. Svolse anche un ruolo di ordine pubblico contro il banditismo che era diffuso nei territori occupati dell'Italia centrale e settentrionale. Essa fu organizzata per volere di Renato Ricci (ex presidente dell'Opera Nazionale Balilla poi convertita nella Gioventù Italiana del Littorio). 
Durante le operazioni di repressione contro i reparti partigiani fu protagonista di rappresaglie contro la popolazione civile, tra i quali l'eccidio di Montemaggio, quello di Scalvaia, di Villamarzana e quello di Maiano Lavacchio, oltre a cooperare con le forze armate tedesche in molteplici casi, come nella strage di Vallucciole o l'eccidio di Cervarolo.

## Storia

### La nascita della GNR
Il 15 settembre 1943 Mussolini diffuse da Radio Monaco l'ordine di ricostituire la Milizia Volontaria per la Sicurezza Nazionale, che era stata precedentemente disciolta dal governo Badoglio dopo il 25 luglio 1943, al comando di Renato Ricci.
Le istruzioni che Ricci emanò il 30 settembre di quell'anno furono quindi tese alla ricostituzione delle legioni della MVSN, accanto alla formazione di nuovi reparti di giovani reclute.
I volontari più anziani dovevano formare la Milizia Legionaria, una forza di sicurezza interna con compiti di Polizia civile e militare.
Il disegno di Ricci, sostenuto da Heinrich Himmler, prevedeva la formazione di un esercito di partito che inquadrasse tutte le forze di terra sotto comando unico, sul modello delle SS naziste. Questo progetto fu tuttavia duramente osteggiato dai vertici propriamente militari che avevano aderito alla Repubblica di Salò, come il Maresciallo d'Italia Graziani, capo di stato maggiore generale del ministero della difesa repubblicano e il generale Canevari, capo di stato maggiore del nuovo Esercito Nazionale Repubblicano fino alla fine dell'ottobre 1943, quando fu sostituito dal Generale Aristide Mischi, che erano orientati all'istituzione di un esercito "nazionale" piuttosto che "politico" e al reintegro delle truppe internate in Germania a seguito dei fatti successivi all'8 settembre.
Rodolfo Graziani si era pronunciato sulla costituzione delle future forze armate della repubblica sociale nel discorso del 1º ottobre 1943 al Teatro Adriano di Roma.
Le sue tesi non furono accolte favorevolmente dall'alleato germanico che era teso a supportare le posizioni di Ricci.
Tale opposizione ebbe quindi l'esito di privare la MVSN della parte militare.
Si giunse a una soluzione di compromesso, costituendo da un lato la Guardia Nazionale Repubblicana (il 20 novembre del '43) e dall'altro il "Corpo Camicie Nere" dell'Esercito Nazionale Repubblicano (28 novembre). La Guardia Nazionale Repubblicana (GNR) fu costituita con due decreti:
- Decreto Legislativo del Duce n° 913 dell'8 dicembre 1943 - XXII E.F. "Istituzione della «Guardia Nazionale Repubblicana»", pubblicato sulla Gazzetta Ufficiale d'Italia nº 131 del 5 giugno 1944;
- Decreto del Duce n° 921 del 18 dicembre 1943 - XXII E.F. "Ordinamento e funzionamento della Guardia Nazionale Repubblicana", pubblicato sulla Gazzetta Ufficiale d'Italia nº 166 del 18 luglio 1944.

Il comando rimase a Renato Ricci. Come vicecomandante venne designato il tenente generale Italo Romegialli e come capo di stato maggiore il tenente generale Niccolò Nicchiarelli. Il nuovo organismo ebbe il rango di Forza Armata, alle dirette dipendenze del Duce della Repubblica Sociale Italiana.

### La struttura della GNR

Mostrine della Guardia Nazionale Repubblicana

La GNR era concepita per essere una forza di sicurezza estremamente radicata nel territorio grazie all'unione dei distaccamenti territoriali della Milizia e dell'Arma.
La GNR era progettata per sostituire e inglobare i Reali Carabinieri, la MVSN (con i Battaglioni M e le sue milizie speciali: ferroviaria, portuale, etc.) e la Polizia dell'Africa italiana (PAI), per prendere il loro posto sul territorio della RSI.
Il Comando Generale della GNR era teso a controllare i comandi locali e provinciali, vera spina dorsale della Guardia, i quali avrebbero potuto agire anche di loro autonoma iniziativa.
Organici alla GNR erano i cinque reggimenti di Milizia Difesa Territoriale in Venezia Giulia e le Fiamme Bianche in cui erano inquadrati gli adolescenti (per le leggi in vigore allora) dai 14 ai 18 anni (fino al 25 luglio '43 gli appartenenti a questa fascia di età erano inquadrati negli avanguardisti nell'ambito della GIL). Nel 1944 i reparti autonomi furono inquadrati in una divisione contraerea - la divisione Etna - composta anche con reclute giovanissime.

### Da Forza armata ad Arma

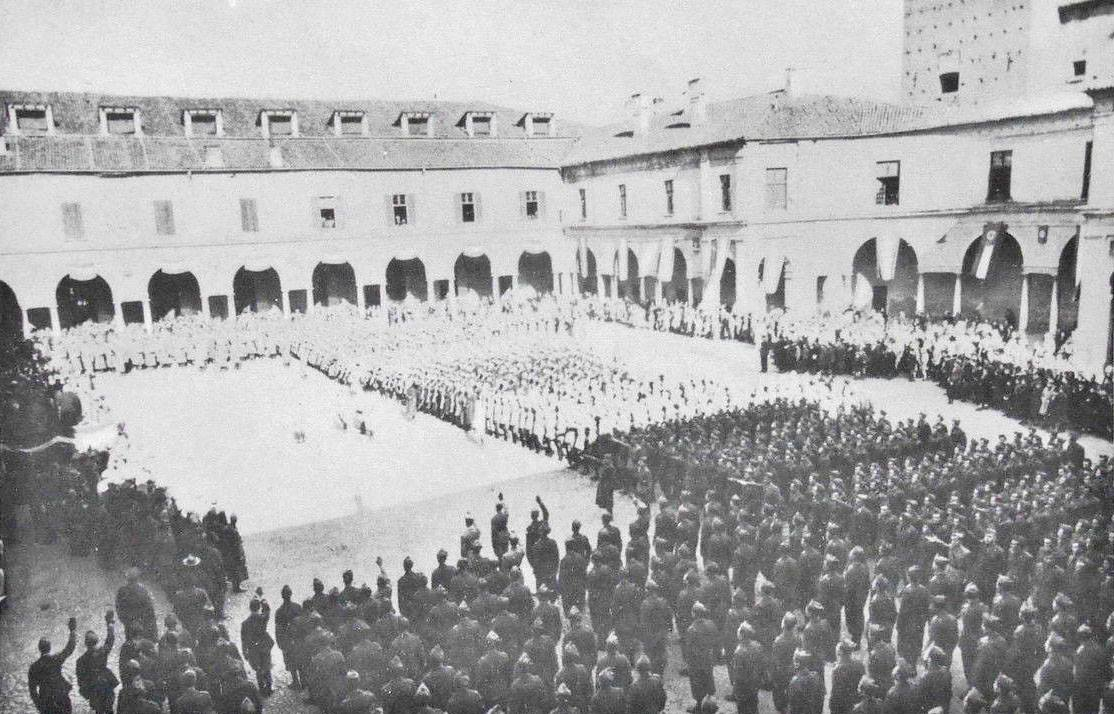
Giuramento di un reparto della Guardia Nazionale Repubblicana

Nonostante la potenziale efficacia operativa del nuovo organismo di sicurezza, Ricci si scontrò con la diffidenza e l'aperta ostilità delle forze germaniche: spesso i comandi tedeschi negarono alla GNR la possibilità di usufruire delle caserme, poste sotto il loro diretto controllo.
I rifornimenti di equipaggiamenti, concessi solo dopo l'intervento personale di Mussolini e del suo ufficiale di collegamento germanico, il colonnello Jandl, si dimostrarono poca cosa, consistendo solo di vecchi fucili.
Il 15 agosto 1944 venne inglobata nell'Esercito Nazionale Repubblicano, come "prima Arma" della Forza armata (similmente quindi allo status dei Carabinieri), anche se continuerà a svolgere compiti di sicurezza dietro le linee del fronte in ausilio alle forze germaniche, con il Decreto Legislativo del Duce n° 469 del 14 agosto 1944 - XXII E.F. "Passaggio della G.N.R. nell'Esercito Nazionale Repubblicano".
Il 21 agosto 1944 ne assunse il comando diretto lo stesso Mussolini, mentre Ricci venne posto in riserva.
Il 23 agosto 1944 a Brescia venne costituita la divisione GNR Etna sotto il comando del generale Violante, con funzione anti-parà e anti-aerei.
Con le stesse funzioni si inizierà a costituire una seconda divisione GNR denominata Vesuvio.

### La riorganizzazione del 1944
L'offensiva degli Alleati che portò allo sfondamento della Linea Gustav mise in evidenza i limiti sia politici sia strutturali della Guardia Nazionale Repubblicana, individuabili proprio in quel presidio del territorio che avrebbe dovuto rappresentare il punto di forza dell'organismo di sicurezza.
Alla fine di giugno la GNR subì una drastica compressione numerica, a causa dello scioglimento dei presidi territoriali e della palese inaffidabilità dei membri provenienti dai carabinieri, che cominciavano a essere disarmati e tradotti in prigionia dalle forze tedesche.

### Disarmo, deportazione e scioglimento dei carabinieri
Il 5 Agosto i vertici tedeschi decisero di sciogliere i reparti dell'Arma operanti per la Repubblica Sociale Italiana poiché temevano che la storica "inclinazione monarchica" e fedeltà al Re dei Carabinieri avrebbe portato quest'ultimi a collaborare con i partigiani monarchici e l'esercito cobelligerante.
La decisione, presa e attuata sotto il diretto controllo tedesco, per quanto largamente prevedibile, ebbe risvolti drammatici: degli 11.000 carabinieri in servizio nell'estate del 1944, circa la metà furono catturati e deportati in Germania.
Dopo il 1º settembre 1944 – quando divenne effettivo il congedo deciso per tutti i carabinieri in servizio (paradossalmente escludendo dal provvedimento quelli deportati in Germania) – appena 1.400 ex carabinieri rimasero in servizio, impiegati nella burocrazia militare.
Bisogna precisare però che molti componenti dell'Arma erano precedentemente transitati nella GNR.
Emblematica è la strage dei 12 carabinieri, transitati nella GNR, che vennero uccisi a Malga Bala, nel territorio dell'odierno comune di Plezzo (Bovec, SLO).
A fine anno 1944 la GNR perse i compiti di polizia.

### Il nuovo ordinamento della GNR

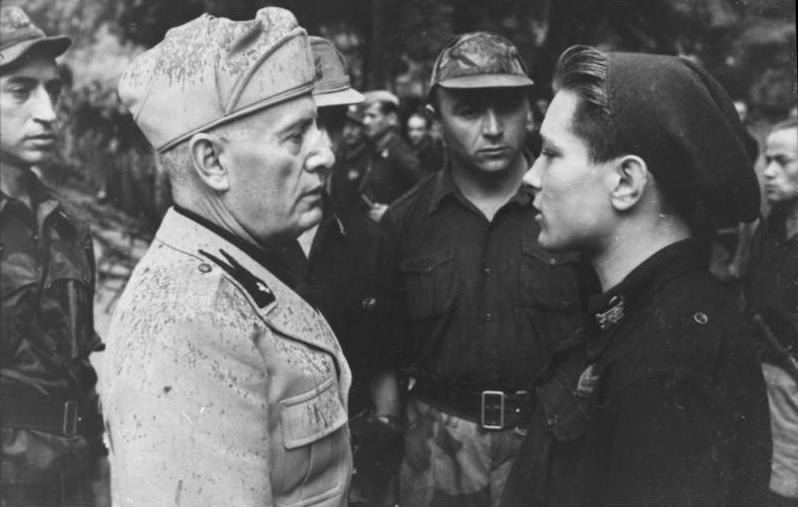
Benito Mussolini a colloquio con il giovane Benito Dazzani del Battaglione "IX Settembre".

In seguito alla scomparsa dell'Arma dei carabinieri, i reparti della GNR si trovavano a fronteggiare una profonda crisi: 35 000 uomini per i reparti territoriali, 11 000 tra Guardia Giovanile e allievi e meno di 5 000 per le formazioni autonome. Con il nuovo ordinamento cessarono le funzioni di polizia, diventando "prima Arma combattente dell'Esercito repubblicano".
L'indebolimento della GNR non fu solo sul piano numerico ma anche su quello del controllo del territorio: la maggior parte dei presidi territoriali furono sciolti perché presidiati in precedenza da carabinieri ora alla macchia o in Germania. Dal settembre 1944, quindi, la Repubblica Sociale Italiana di fatto non controllava più il territorio in modo radicato ed efficace.
Con gli effettivi risultanti dallo scioglimento dei presidi si poté tuttavia procedere alla profonda riorganizzazione della GNR, tramite potenziamento dei reparti territoriali veri e propri, mentre si sopprimevano le scuole ufficiali e sottufficiali.
Già in precedenza la Guardia Giovanile Repubblicana era stata rinominata in Guardia Giovanile Legionaria, con la trasformazione in battaglioni d'assalto delle legioni e dei centri d'addestramento.
Il reparto di nuova costituzione di maggiore importanza fu la Divisione Etna, che coordinava i reparti impiegati in Germania nella FlaK (la contraerea) e i reparti antipartigiani alle dipendenze del generale tedesco Wolff. Non completò la costituzione invece l'altra unità prevista: la divisione "Vesuvio".
La Divisione Etna assorbì, in seguito, nove dei battaglioni d'assalto giovanili (destinati alla contraerea) e in ottobre cinque reparti operativi, quattro battaglioni d'assalto e il battaglione paracadutisti "Mazzarini".
Gli unici reparti autonomi rimasero la Legione M Guardia del Duce, la Legione Tagliamento Battaglione M, il Gruppo corazzato "Leonessa" e la Legione Carmelo Borg Pisani.

### Fine della guerra
Fra il 26 e il 27 aprile 1945 cessava la resistenza dei presidi della GNR rimasti nelle città.
I vari reparti si sciolsero tra il 28 aprile e il 5 maggio 1945.

## Ordinamento della GNR
- 1 Comando Generale
- 18 Ispettorati Regionali
- 94 Comandi Provinciali
- 94 Legioni (articolati su: raggruppamenti; gruppi di presidi; presidi; distaccamenti)
- 12 battaglioni OP (ordine pubblico)
- 82 compagnie OP (ordine pubblico)
- 5 battaglioni motorizzati
- 3 gruppi squadroni
- 1 scuola centrale (per corsi di perfezionamento)
- 2 scuole Allievi Ufficiali (generica e Accademia forestale)
- 2 scuole Allievi Sottufficiali
- 5 scuole Allievi
- 7 scuole di polizia specializzata
- 1 stabilimento armi e munizionamento
- 4 magazzini vestiario ed equipaggiamento
- 2 depositi vestiario ed equipaggiamento
- 1 banda

### Comandanti generali
- Renato Ricci (24 novembre 1943 - 21 agosto 1944)
- Benito Mussolini (21 agosto 1944 - 25 aprile 1945)

### Milizie Speciali della Guardia Nazionale Repubblicana
La GNR ebbe le seguenti Milizie Speciali:
1. Guardia Nazionale Repubblicana Ferroviaria, su 9 legioni[10] e la Scuola Allievi di Ballabio.
2. Guardia Nazionale Repubblicana Portuaria, su 3 legioni[11] e la Scuola Allievi di Padova.
3. Guardia Nazionale Repubblicana Post-telegrafonica, su 27 reparti e la Scuola Allievi di Urago Mella.
4. Guardia Nazionale Repubblicana della Montagna e delle Foreste, su 7 legioni[12], un Battaglione Operativo, la Scuola Allievi di Cittaducale e l'Accademia Forestale di Vallombrosa (poi Oderzo, poi San Pellegrino Terme).
5. Guardia Nazionale Repubblicana di Frontiera, su 5 legioni[13].
6. Guardia Nazionale Repubblicana Stradale, su 15 reparti e la Scuola Allievi di Piovene Rocchette.

## Gradi e insegne di grado
Le insegne di grado della Guardia Nazionale Repubblicana seguivano i canoni posti dalla "Riforma Baistrocchi" del 1934: per gli ufficiali i gradi venivano mostrati sui paramani, i sottufficiali portavano i distintivi di grado sulle controspalline, i graduati sugli avambracci.

### Ufficiali
| Esercito Nazionale Repubblicano | Guardia Nazionale Repubblicana | Insegna di grado |
| ------------------------------- | ------------------------------ | ---------------- |
| Maresciallo d'Italia            | grado equivalente non previsto |                  |
| Generale d'armata               | grado equivalente non previsto |                  |
| Generale di corpo d'armata      | Generale                       |                  |
| Generale di divisione           | Tenente Generale               |                  |
| Generale di brigata             | Maggior Generale               |                  |
| Colonnello                      | Colonnello                     |                  |
| Tenente Colonnello              | Tenente Colonnello             |                  |
| Maggiore                        | Maggiore                       |                  |
| Capitano                        | Capitano                       |                  |
| Tenente                         | Tenente                        |                  |
| Sottotenente                    | Sottotenente                   |                  |

### Sottufficiali e truppa
| Esercito Nazionale Repubblicano | Guardia Nazionale Repubblicana | Insegna di grado |
| ------------------------------- | ------------------------------ | ---------------- |
| Maresciallo maggiore            | Primo aiutante                 |                  |
| Maresciallo capo                | Aiutante capo                  |                  |
| Maresciallo ordinario           | Aiutante                       |                  |
| Sergente maggiore               | Brigadiere                     |                  |
| Sergente                        | Vicebrigadiere                 |                  |
| Caporale maggiore               | -                              |                  |
| Caporale                        | Milite scelto                  |                  |
| Appuntato                       | -                              |                  |
| Soldato                         | Milite                         |                  |

## Status di legittimi combattenti

### La situazione nel dopoguerra
Con la fine della guerra le truppe italiane combattenti al servizio della R.S.I. vennero considerate formate da cittadini italiani militarmente inquadrati che avevano prestato "aiuto militare al nemico" o "aiuto al nemico nei suoi disegni politici" e pertanto responsabili di reati punibili ai sensi del vigente Codice di procedura militare di guerra: con ciò escludendo che tali cittadini potessero essere considerati militari belligeranti, in quanto da considerare piuttosto ribelli nei confronti dello Stato legittimo costituito dal Regno del Sud, rappresentante la continuità legale dello Stato italiano e come tale riconosciuto all'epoca, oltre che dai paesi Alleati, anche dalla totalità delle nazioni neutrali.
Il 7 febbraio 1946, la Corte di cassazione proscioglie da ogni addebito, in blocco, gli ufficiali superiori della Guardia nazionale repubblicana accusati come camicie nere, stabilendo che “sono formazioni di camicie nere con funzioni politico-militari le squadre d'azione di camicie nere (Brigate nere) che, giusta decreto istitutivo, rappresentavano la ‘struttura politico-militare del partito’, e non già le formazioni della Guardia nazionale repubblicana, modellata sull'ordinamento dell'Arma dei Reali Carabinieri”.
La condizione dei combattenti della RSI venne sanzionata con il decreto legislativo 4 marzo 1948, n. 137. La Corte di cassazione, anche a Sezioni Unite, ha sempre in tale senso ritenuto legittime una lunga serie di condanne per i delitti di aiuto militare al nemico (art. 51 C. p. mil. guerra) e di aiuto al nemico nei suoi disegni politici (art. 58).
Infine, con la sentenza del 26 aprile 1954 n. 747, il Tribunale supremo militare “riconosceva ai soldati della Repubblica sociale italiana (RSI) la qualifica di militari combattenti”, negandola viceversa ai partigiani (i quali peraltro in quanto appartenenti al Corpo Volontari della Libertà (CVL) risultano formalmente inquadrati nelle forze armate italiane).

### Proposte di legge
Con esplicito riferimento a tale unica sentenza, nella XIV legislatura del Senato fu presentato dal senatore Giovanni Collino (Alleanza Nazionale) il disegno di legge n. 2244 ("Riconoscimento della qualifica di militari belligeranti a quanti prestarono servizio militare dal 1943 al 1945 nell'esercito della Repubblica Sociale Italiana"). Esso sin dalla sua relazione introduttiva – e poi nella relazione all'Assemblea – ruotava intorno al dato formale su cui si fondò la sentenza n. 747 del 1954: le Convenzioni dell'Aja e di Ginevra, in virtù delle quali non si potrebbe prescindere dal “principio dell'eguaglianza tra i belligeranti”, secondo il quale il diritto bellico si applica tanto all'aggressore quanto all'aggredito, ambedue uguali dinanzi alle leggi di guerra.
Il testo, in quanto di fatto poneva le premesse per il paradossale riconoscimento postumo da parte dello Stato Italiano dell'esercito nazionale della RSI che contro di esso aveva combattuto, provocò una sollevazione da parte dell'opposizione politica al governo dell'epoca e da parte dell'ANPI e alla fine fu abbandonato.
Successivamente, partendo da una generica proposta avanzata dal Presidente della repubblica Carlo Azeglio Ciampi, volto a dare un riconoscimento sul modello dei Cavalieri di Vittorio Veneto ai combattenti inquadrati nelle forze dell'Esercito italiano nella 2ª guerra mondiale, nel corso della XVI Legislatura venne presentato dal senatore Lucio Barani (Nuovo PSI) il disegno di Legge n. 1360 del 23 giugno del 2008, che assumeva una prospettiva più "paritaria" rispetto a quello presentato nella precedente XIV legislatura, intendendo attribuire indistintamente a tutti i partecipanti alla seconda guerra mondiale - fascisti o meno - “un riconoscimento analogo a quello attribuito dalla legge 18 marzo 1968, n. 263 ai combattenti della guerra 1914-18”. A tal fine, l'articolo 1 della proposta di legge istituisce un nuovo ordine onorifico, l'Ordine del Tricolore, comprendente l'unica classe di cavaliere. La nuova onorificenza sarebbe dovuta essere conferita:
- a tutti coloro che hanno prestato servizio militare per almeno sei mesi, anche a più riprese, in zona di operazioni, nelle Forze armate italiane durante la guerra 1940-45 e invalidi o nelle formazioni armate partigiane o gappiste regolarmente inquadrate nelle formazioni dipendenti dal Corpo volontari della libertà;
- ai combattenti della guerra 1940-45;
- ai mutilati e invalidi della guerra 1940-45 titolari di pensione di guerra;
- agli ex prigionieri o internati nei campi di concentramento o prigionia;
- ai combattenti nelle formazioni dell'esercito nazionale repubblicano durante il biennio 1943-1945;

prevedendo la corresponsione di un assegno vitalizio ai superstiti e la compresenza nel consiglio dei reggenti dell'Ordine, accanto ai rappresentanti militari delle Istituzioni repubblicane, delle Associazioni combattentistiche e al presidente dell'ANPI, del presidente dell'Istituto storico della Repubblica Sociale italiana.
Peraltro la stessa Unione nazionale combattenti della Repubblica sociale italiana, in quanto rivendicante lo status di combattenti "legittimi a differenza dei partigiani", ha dichiarato il proprio disinteresse al disegno di legge.
La Proposta di legge, per conseguenza dell'invito alla coerenza rivolto pubblicamente da Dario Franceschini a Silvio Berlusconi a seguito del discorso commemorativo della Resistenza tenuto da quest'ultimo a Onna il 25 aprile, è stata ritirata dal primo firmatario il 28 aprile 2009.